# نيو بكس هد
نيو بكس هد (بالإنجليزية: New Bucks Head)‏ هو ملعب كرة قدم في تيلفورد بإنجلترا. اُفتُتح عام 2003 ، يتسع الملعب إلى 6,300 متفرج.